# Tempel des weißen Pferdes

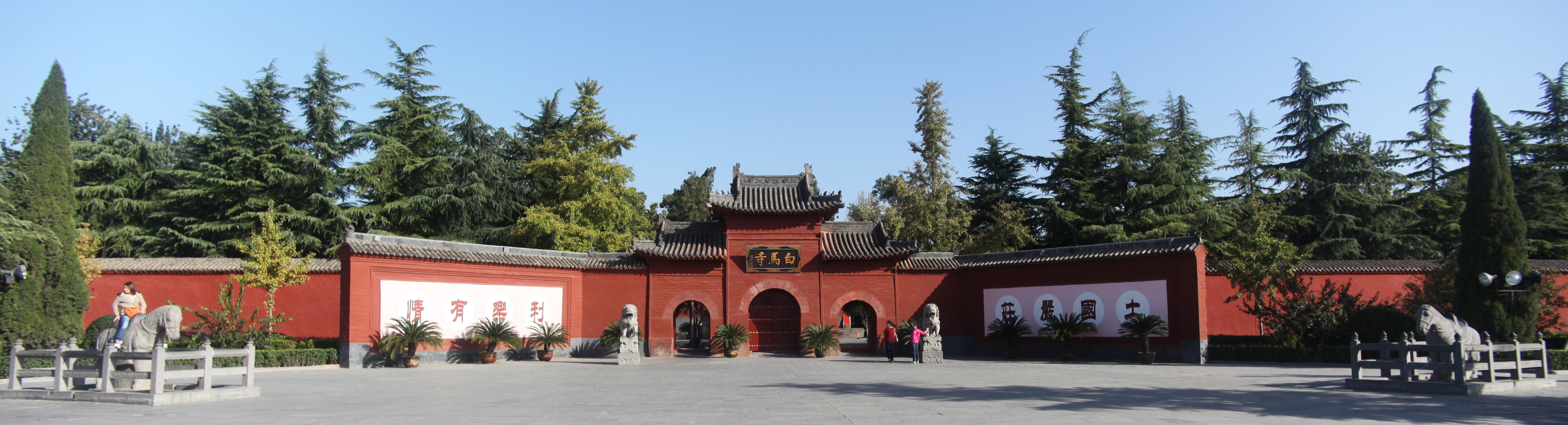
Tempel des weißen Pferdes Panorama mit zwei weißen Pferd Statuen

Der Tempel des weißen Pferdes (chinesisch 白馬寺, Pinyin Báimǎ Sì, Wade-Giles: Paima szu) war der Überlieferung nach der erste buddhistische Tempel in China. Er soll 68 n. Chr. unter Kaiser Ming aus der östlichen Han-Dynastie in Luoyang, dessen Hauptstadt gegründet worden sein.
Der Tempelkomplex wurde unter der Ming-Dynastie (1368 bis 1644) und der darauf folgenden Qing-Dynastie (1644 bis 1912) mehrfach neu gestaltet, größere Veränderungen fanden auch in den 1950er Jahren und nach den Zerstörungen der Kulturrevolution statt. In jüngster Zeit, nach der Jahrtausendwende, wurden dem Tempelkomplex auch Nachbildungen berühmter touristischer Heiligtümer Indiens und Thailands beigefügt. Dadurch soll die kulturelle Kooperation der betreffenden Länder mit China unterstrichen werden. Bei der Replik des indischen Tempels handelt es sich um die Sanchi Stupa, fertiggestellt 2008, beim im Bau befindlichen thailändischen Bereich um einen Nachbau der Shwedagon-Pagode.

## Galerie

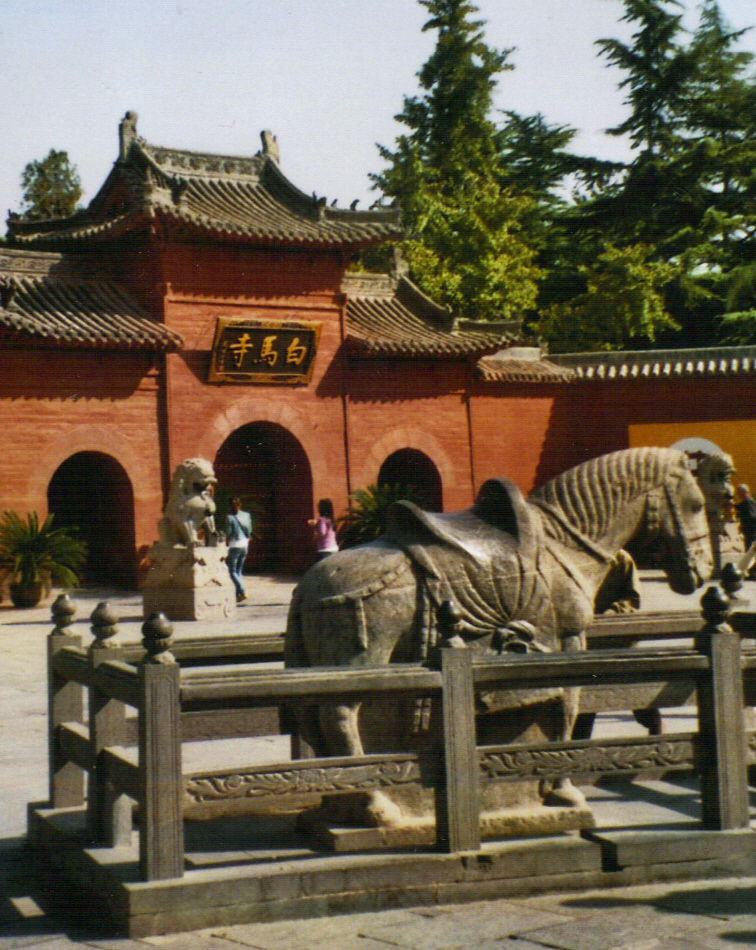
Eingangsbereich des Tempelkomplexes
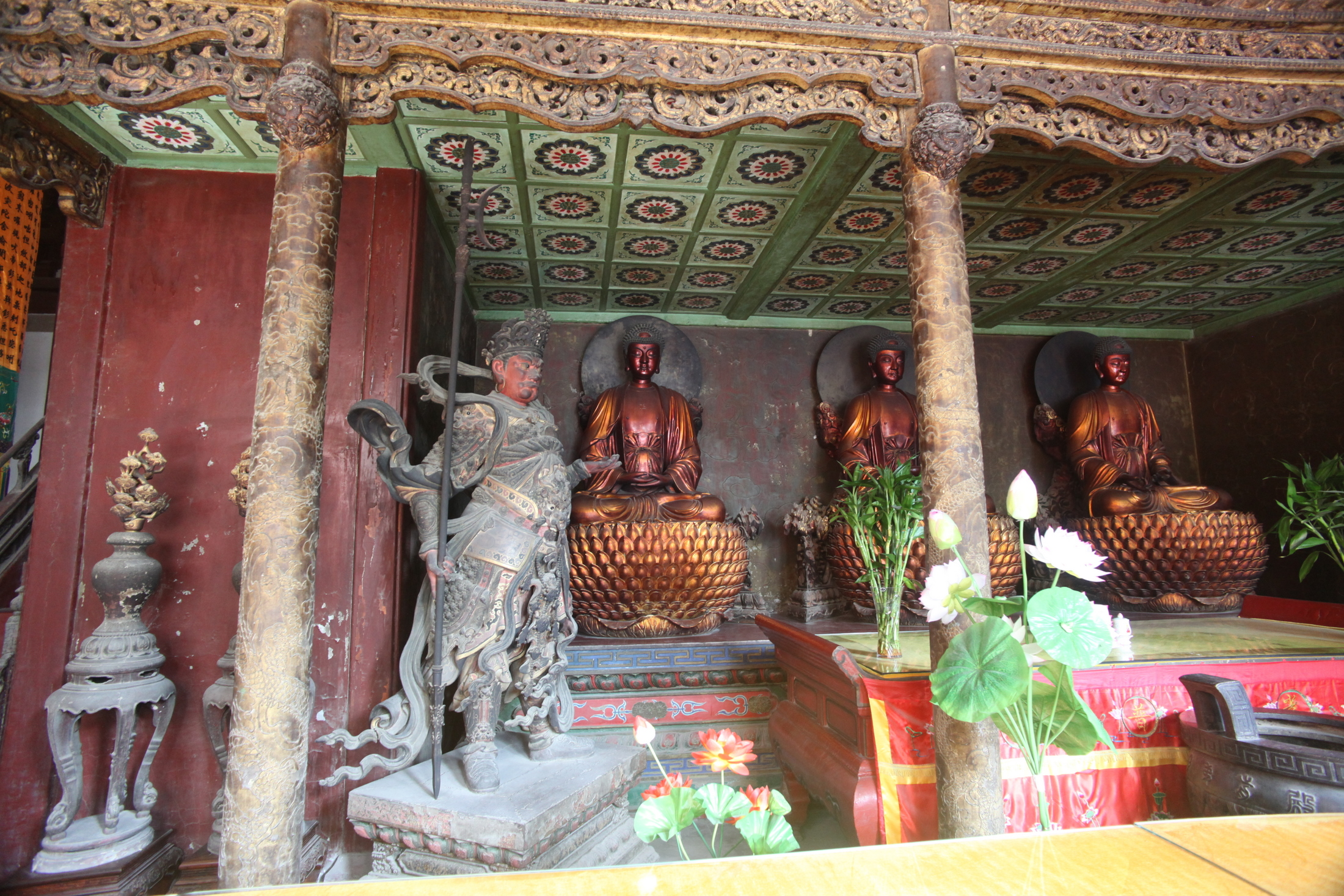
Jieyin-Halle
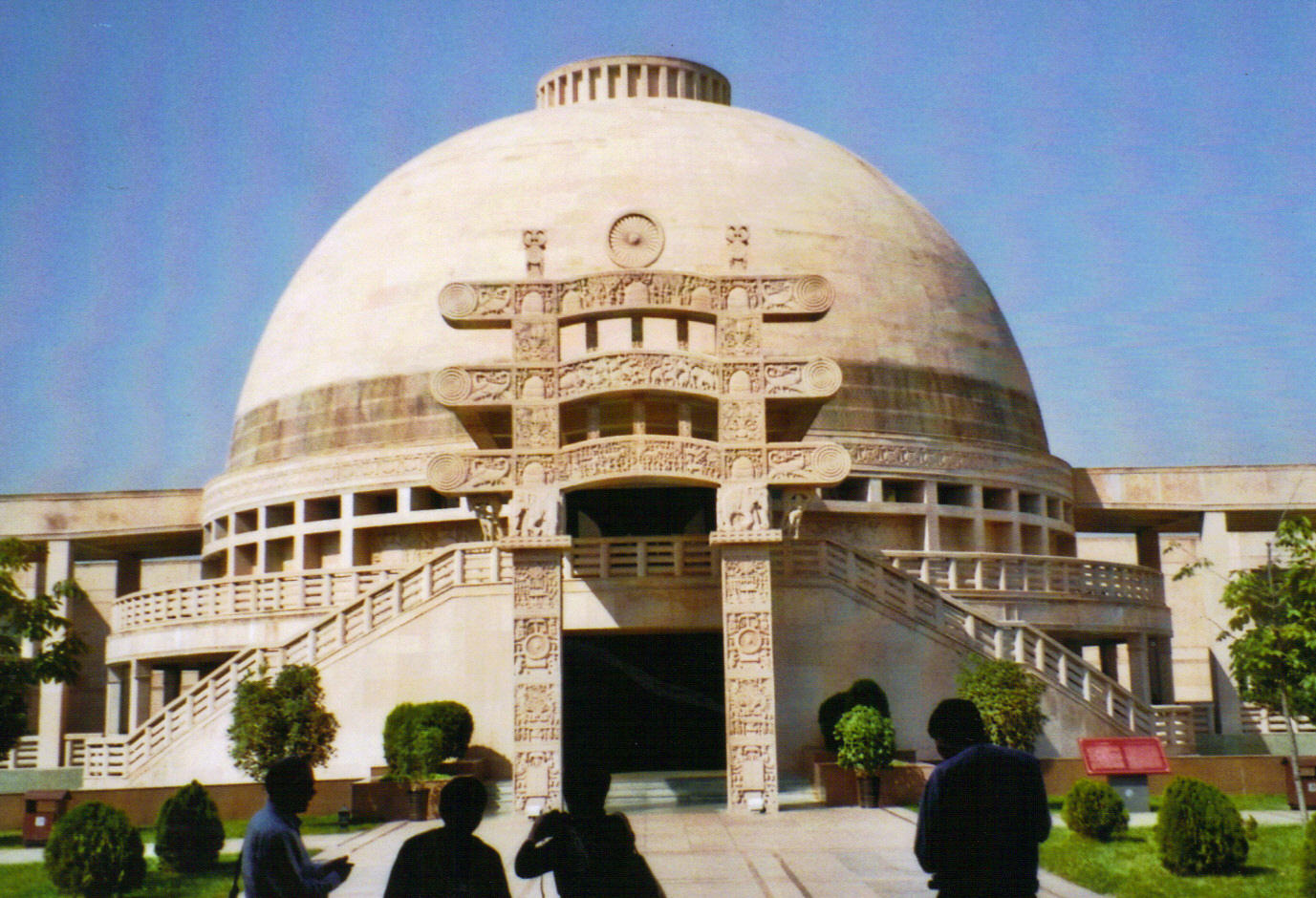
Der indische Bereich
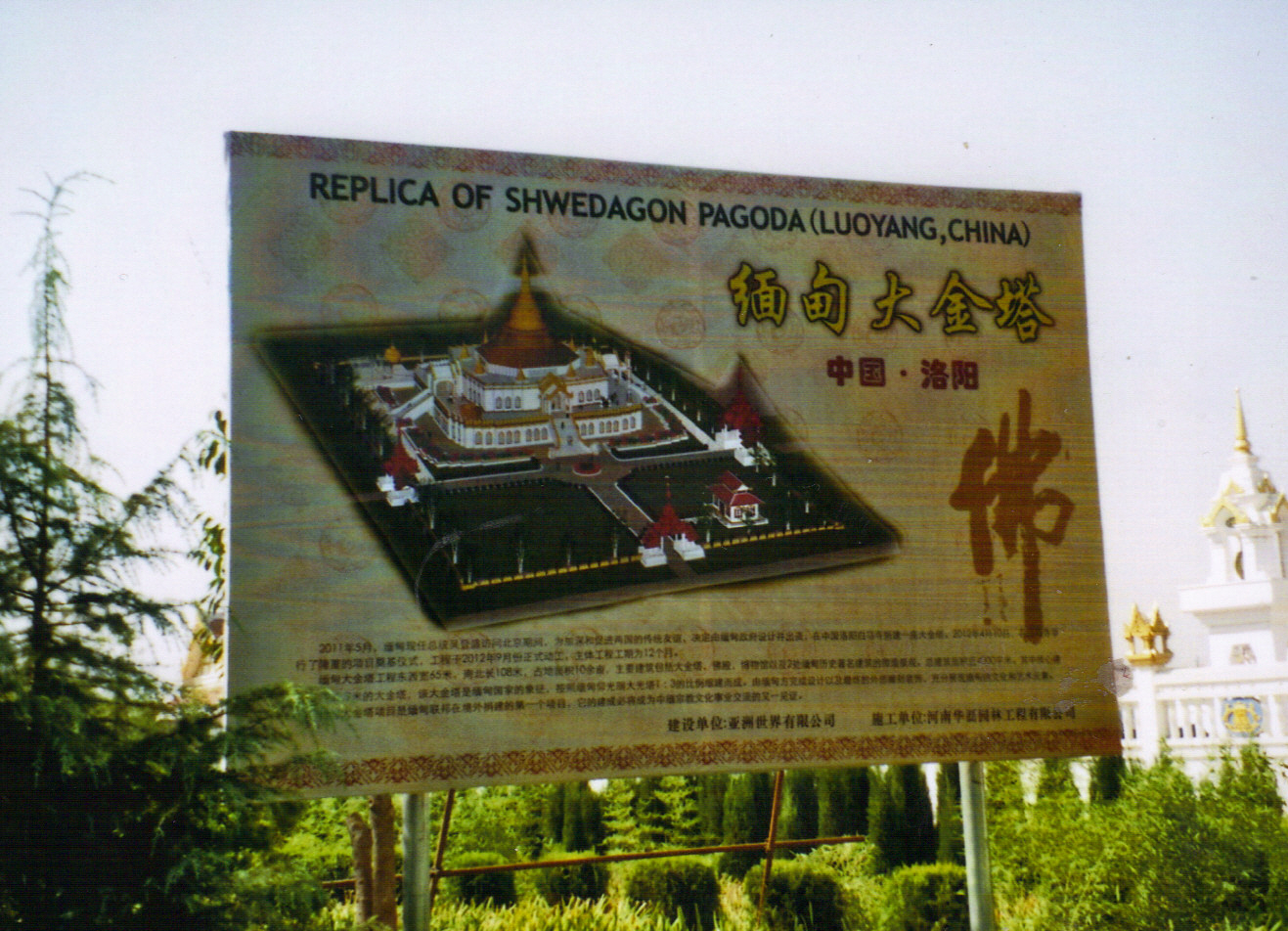
Ankündigungsschild
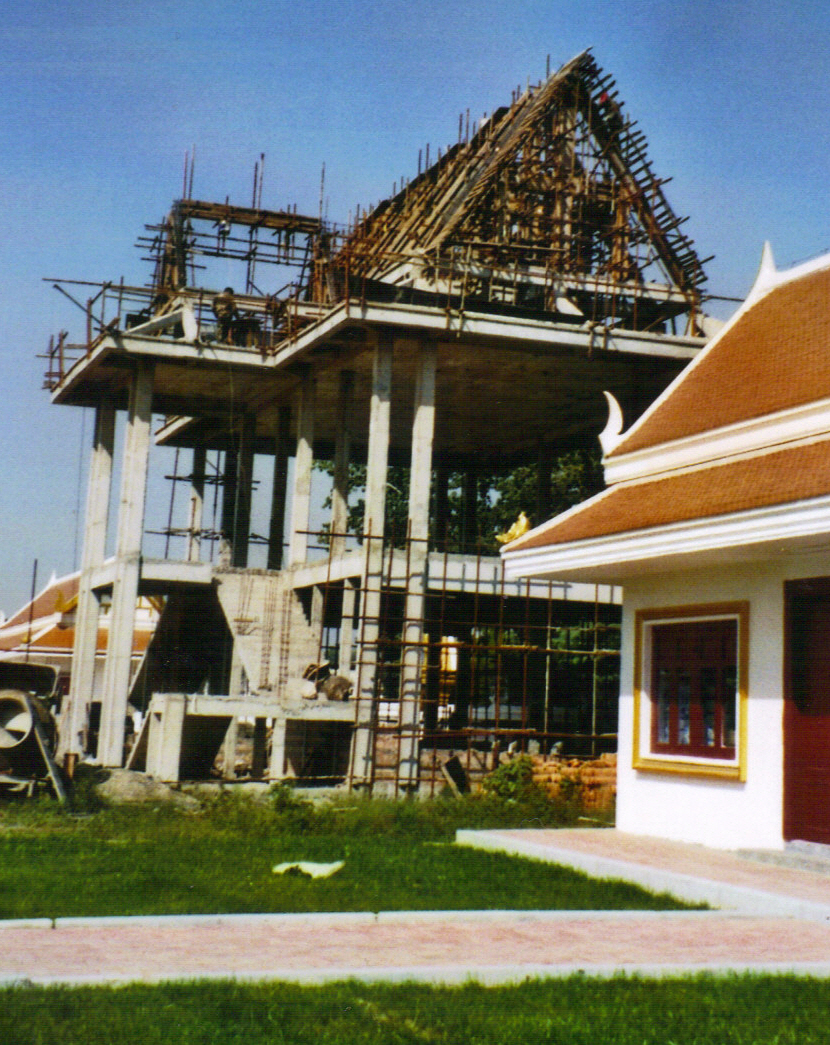
Die Shwedagon-Pagode wird in Beton nachgebildet